# Emerson Ferreira da Rosa
Emerson Ferreira da Rosa (sinh ngày 4 tháng 6 năm 1976 tại Pelotas), thường được biết đến với cái tên là Emerson, là một cựu tiền vệ phòng ngự bóng đá người Brasil.

## Sự nghiệp câu lạc bộ
Sau khi chơi cho Bayer Leverkusen anh chuyển đến chơi cho A.S. Roma, tại đây anh đã giành scudetto và siêu cúp Ý năm 2001. Sau khi thi đấu cho chuyển Juventus 2 mùa bóng, anh lại chuyển sang thi đấu cho Real Madrid vào ngày 19 tháng 7 năm 2006. Ngày 21 tháng 8 năm 2007 anh chính thức gia nhập AC. Milan và ra mắt trong trận siêu cúp châu Âu và giành chiến thắng 3-1 trước Sevilla FC. Năm 2009 anh chuyển về quê nhà thi đấu cho Santos từ tháng 6 đến tháng 10-2009 anh giải nghệ.

## Đội tuyển quốc gia
Emerson lần đầu thi đấu cho Brasil ở World Cup 1998 khi được gọi để thay thế cho Romario. Trong giải đó Brazil đã thua Pháp ở trận chung kết. Sau đó anh lại cùng Brazil tham gia World Cup 2002 và lần này anh đã cùng đội tuyển giành được cúp vô địch.